# Cachalot Rock
Cachalot Rock är en klippa i Antarktis. Den ligger isolerat i havet söder om Signy Island i  Sydorkneyöarna. Argentina och Storbritannien gör anspråk på området.
Terrängen runt Cachalote är varierad. Trakten är obefolkad.